# Biserica de lemn „Sfântul Arhanghel Mihail” din Singureni
Biserica de lemn „Sf. Arhanghel Mihail” este o biserică amplasată în Singureni, raionul Rîșcani, Republica Moldova. Este un monument arhitectural de importanță națională inclus în Registrul monumentelor Republicii Moldova ocrotite de stat cu nr. 2144 (raionul Rîșcani). Datează din 1816.